# وادي ساكرامينتو

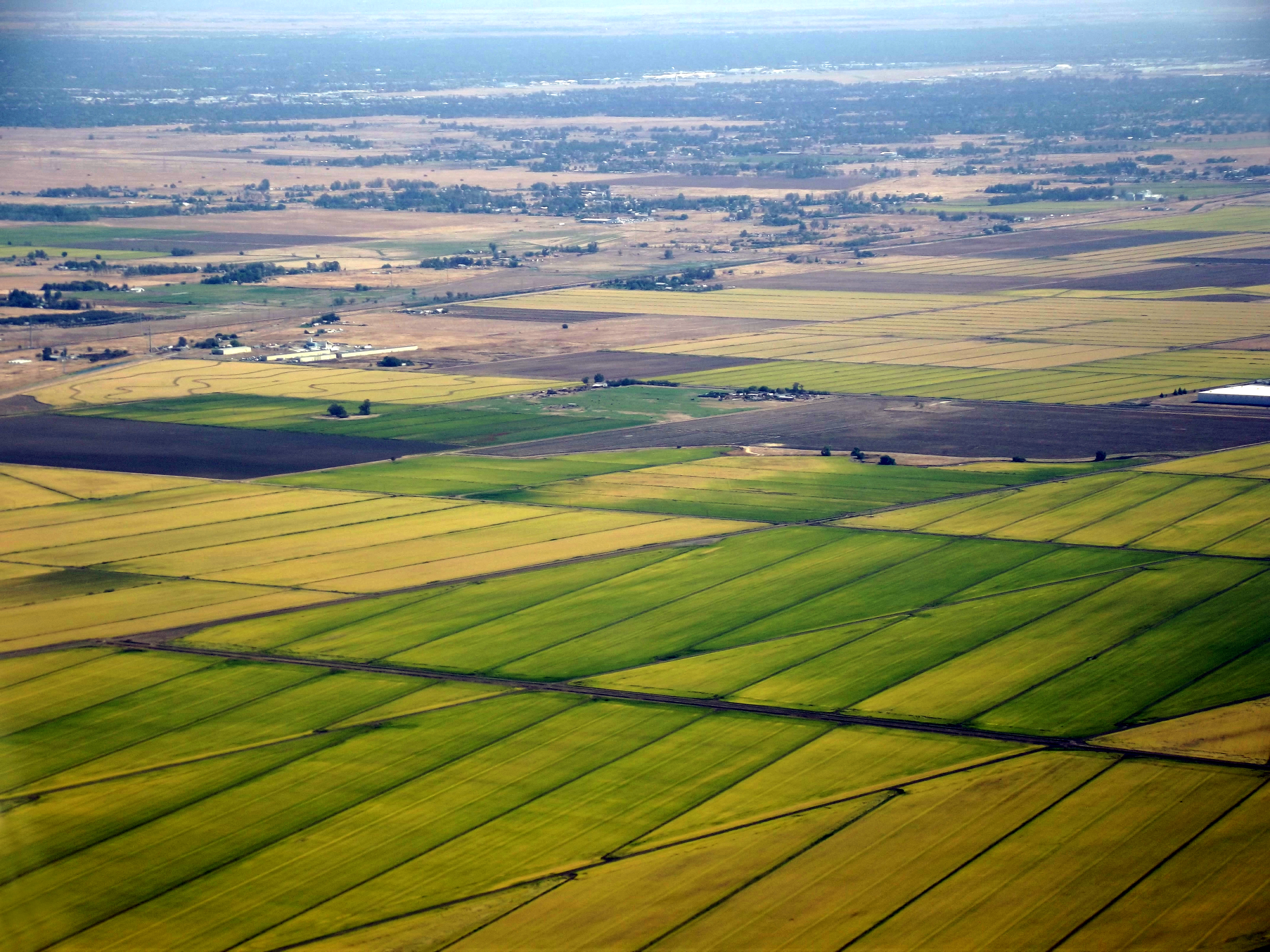

وادي ساكرامينتو أو سَكرَمنتو أو سكرمنتةhttps://ca.water.usgs.gov/projects/central-valley/sacramento-valley.html هو جزء من وادي وسط كاليفورنيا والتي تقع إلى الشمال من منطقة دلتا ساكرامنتو سان هواكين، في ولاية كاليفورنيا الأمريكية. وهو يشمل جميع أو أجزاء من المقاطعات العشر.

## المناخ
يظهر الجدول التالي التغييرات المناخية على مدار السنة لساكرامينتو فالي:
| البيانات المناخية لـساكرامينتو فالي                              | البيانات المناخية لـساكرامينتو فالي | البيانات المناخية لـساكرامينتو فالي | البيانات المناخية لـساكرامينتو فالي | البيانات المناخية لـساكرامينتو فالي | البيانات المناخية لـساكرامينتو فالي | البيانات المناخية لـساكرامينتو فالي | البيانات المناخية لـساكرامينتو فالي | البيانات المناخية لـساكرامينتو فالي | البيانات المناخية لـساكرامينتو فالي | البيانات المناخية لـساكرامينتو فالي | البيانات المناخية لـساكرامينتو فالي | البيانات المناخية لـساكرامينتو فالي | البيانات المناخية لـساكرامينتو فالي |
| الشهر                                                            | يناير                               | فبراير                              | مارس                                | أبريل                               | مايو                                | يونيو                               | يوليو                               | أغسطس                               | سبتمبر                              | أكتوبر                              | نوفمبر                              | ديسمبر                              | المعدل السنوي                       |
| ---------------------------------------------------------------- | ----------------------------------- | ----------------------------------- | ----------------------------------- | ----------------------------------- | ----------------------------------- | ----------------------------------- | ----------------------------------- | ----------------------------------- | ----------------------------------- | ----------------------------------- | ----------------------------------- | ----------------------------------- | ----------------------------------- |
| الدرجة القصوى °ف (°م)                                            | 74 (23)                             | 80 (27)                             | 90 (32)                             | 98 (37)                             | 107 (42)                            | 112 (44)                            | 114 (46)                            | 111 (44)                            | 109 (43)                            | 102 (39)                            | 86 (30)                             | 72 (22)                             | 114 (46)                            |
| متوسط درجة الحرارة الكبرى °ف (°م)                                | 53.8 (12.1)                         | 60.3 (15.7)                         | 65.1 (18.4)                         | 71.1 (21.7)                         | 79.9 (26.6)                         | 87.1 (30.6)                         | 92.1 (33.4)                         | 91.2 (32.9)                         | 87.2 (30.7)                         | 77.6 (25.3)                         | 63.8 (17.7)                         | 53.9 (12.2)                         | 73.6 (23.1)                         |
| المتوسط اليومي °ف (°م)                                           | 46.6 (8.1)                          | 51.1 (10.6)                         | 54.9 (12.7)                         | 59.0 (15.0)                         | 65.8 (18.8)                         | 71.7 (22.1)                         | 75.5 (24.2)                         | 74.9 (23.8)                         | 71.7 (22.1)                         | 64.2 (17.9)                         | 53.5 (11.9)                         | 46.4 (8.0)                          | 61.3 (16.3)                         |
| متوسط درجة الحرارة الصغرى °ف (°م)                                | 38.8 (3.8)                          | 41.4 (5.2)                          | 44.1 (6.7)                          | 46.2 (7.9)                          | 51.1 (10.6)                         | 55.8 (13.2)                         | 58.4 (14.7)                         | 58.0 (14.4)                         | 55.7 (13.2)                         | 50.2 (10.1)                         | 42.8 (6.0)                          | 38.4 (3.6)                          | 48.4 (9.1)                          |
| أدنى درجة حرارة °ف (°م)                                          | 19 (−7)                             | 21 (−6)                             | 29 (−2)                             | 34 (1)                              | 37 (3)                              | 43 (6)                              | 47 (8)                              | 48 (9)                              | 44 (7)                              | 34 (1)                              | 27 (−3)                             | 17 (−8)                             | 17 (−8)                             |
| الهطول إنش (مم)                                                  | 3.67 (93)                           | 3.47 (88)                           | 2.75 (70)                           | 1.15 (29)                           | .68 (17)                            | .21 (5.3)                           | 0 (0)                               | .05 (1.3)                           | .29 (7.4)                           | .94 (24)                            | 2.07 (53)                           | 3.25 (83)                           | 18.52 (470)                         |
| متوسط أيام هطول الأمطار (≥ 0.01 in)                              | 10.3                                | 9.4                                 | 9.1                                 | 4.9                                 | 3.2                                 | 1.2                                 | 0                                   | .3                                  | 1.3                                 | 3.6                                 | 6.9                                 | 9.9                                 | 60.0                                |
| ساعات سطوع الشمس الشهرية                                         | 145.7                               | 203.4                               | 279.0                               | 330.0                               | 406.1                               | 420.0                               | 440.2                               | 406.1                               | 348.0                               | 297.6                               | 195.0                               | 142.6                               | 3٬613٫7                             |
| المصدر #1: NOAA, Hong Kong Observatory (sun only 1961−1990)      |                                     |                                     |                                     |                                     |                                     |                                     |                                     |                                     |                                     |                                     |                                     |                                     |                                     |
| المصدر #2: Western Regional Climate Center (extremes since 1877) |                                     |                                     |                                     |                                     |                                     |                                     |                                     |                                     |                                     |                                     |                                     |                                     |                                     |